# Sphingulus
Sphingulus is een geslacht van vlinders uit de onderfamilie Smerinthinae van de familie pijlstaarten (Sphingidae).

## Soorten
- Sphingulus mus Staudinger, 1887